# Hook (datorspel)
Det har varit flera datorspel baserat på 1991-filmen Hook. Ett sida-scrolling-plattformsspel för Nintendo Entertainment System (NES) och Game Boy släpptes i USA i februari 1992. Efterföljande sidrullande plattformsspel släpptes för Commodore 64 och Super Nintendo Entertainment System (SNES) senare år 1992, följt av versioner för Sega CD, Sega Mega Drive och Segas handhållna Game Gear-konsol 1993. Ett arkadspel släpptes också 1993.